# Lijst van personen overleden in november 2016
Dit is een lijst van bekende personen die zijn overleden in november 2016.

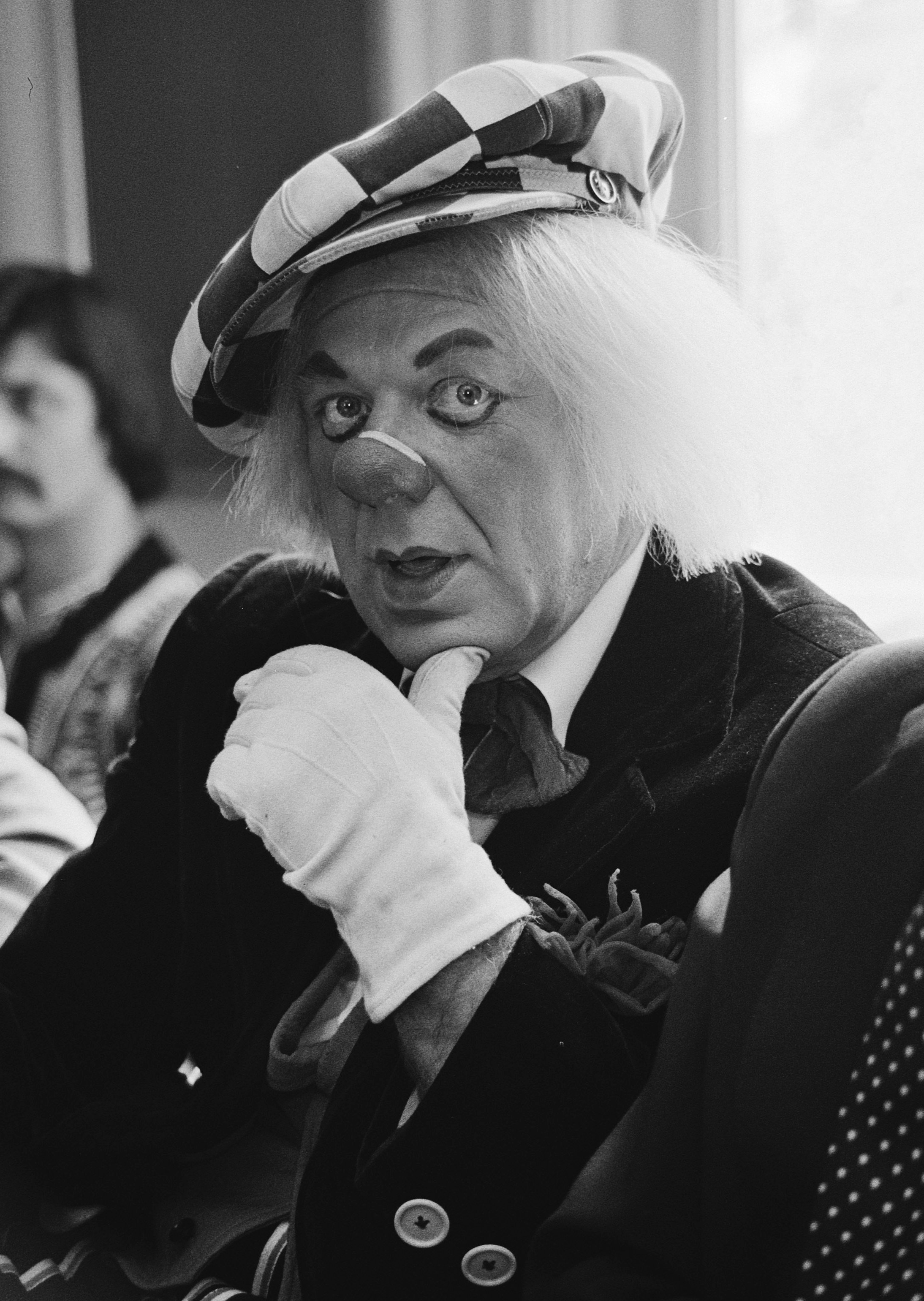
Oleg Popov
2 november

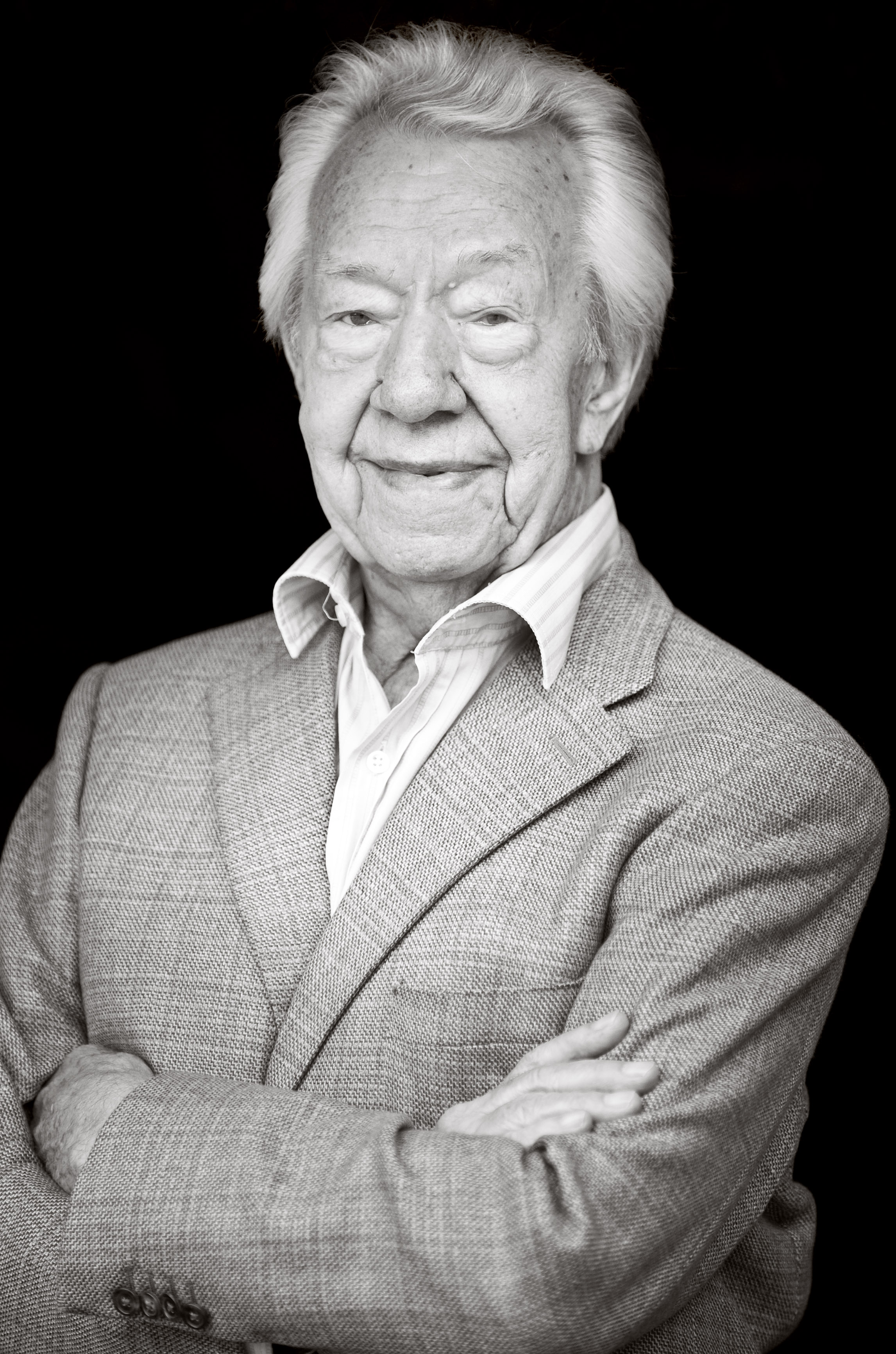
Marc Sleen
6 november

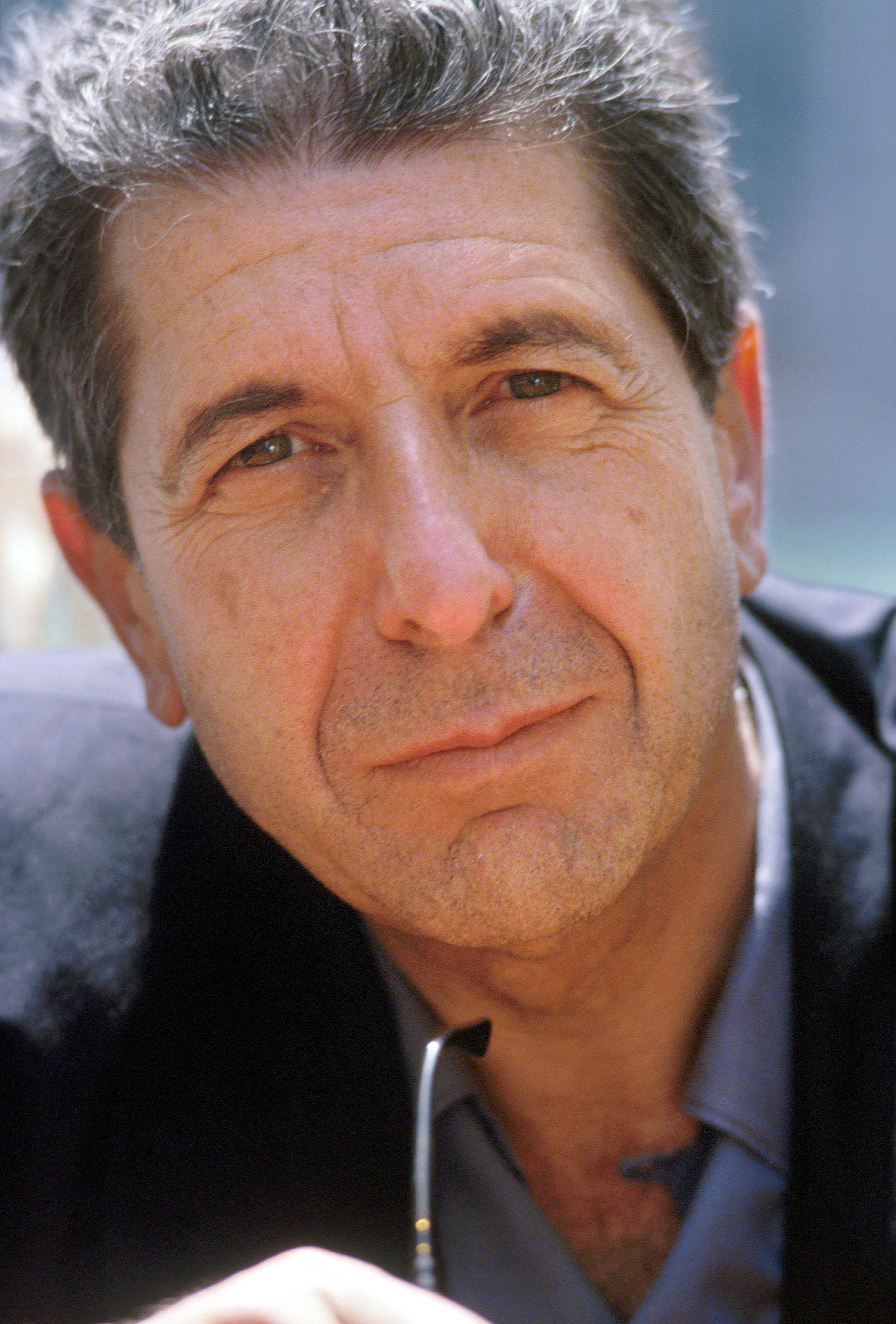
Leonard Cohen
7 november

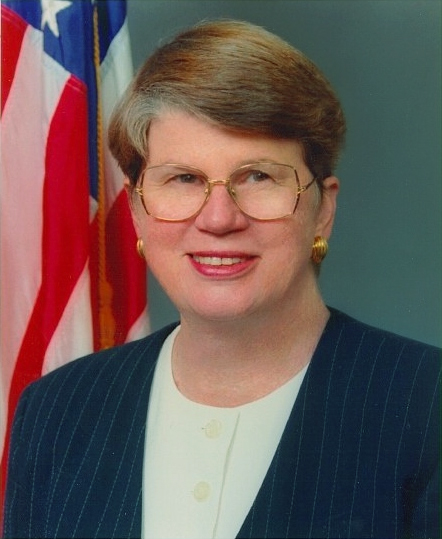
Janet Reno
7 november

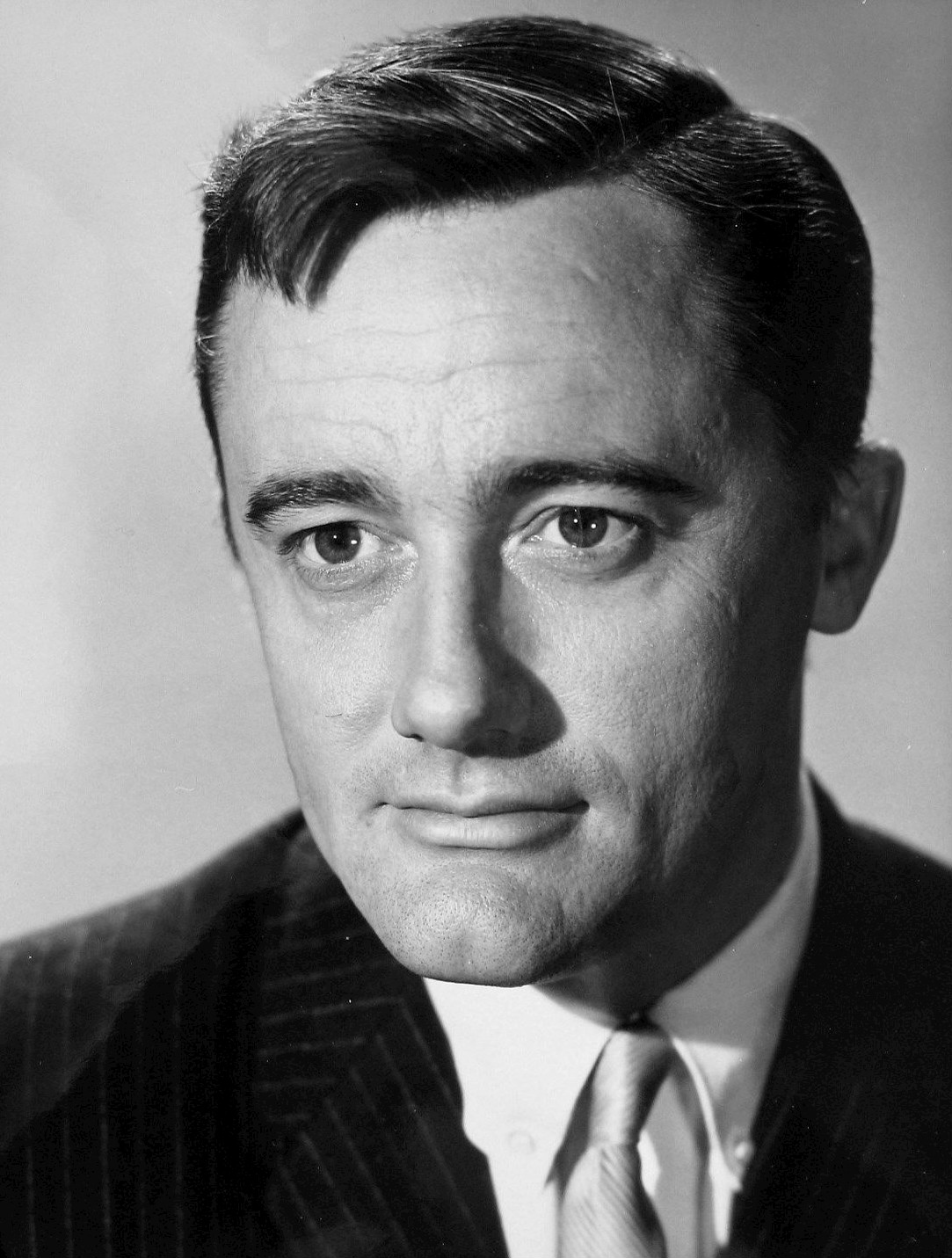
Robert Vaughn
11 november

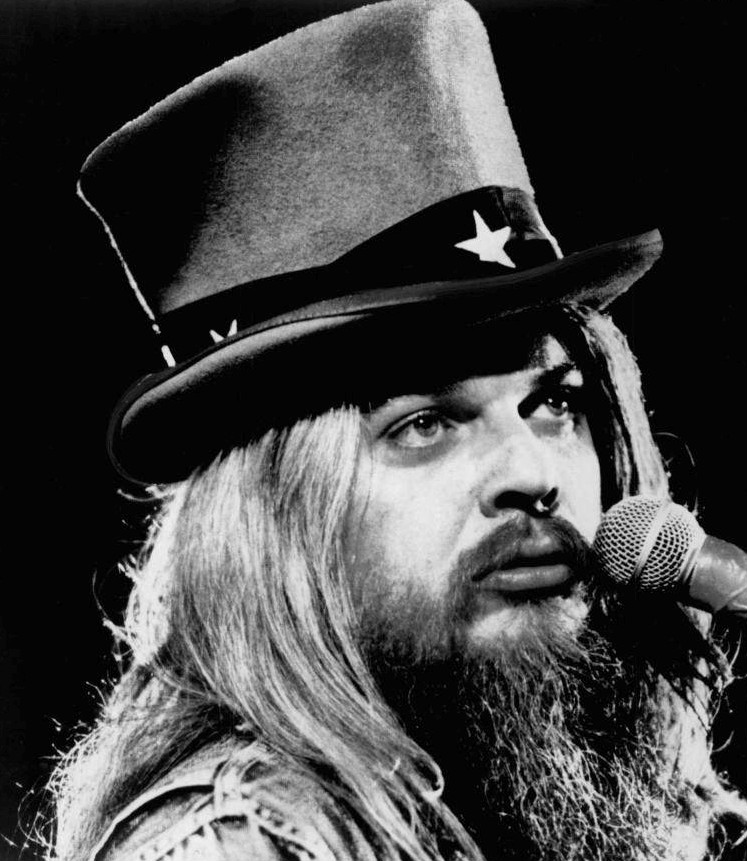
Leon Russell
13 november

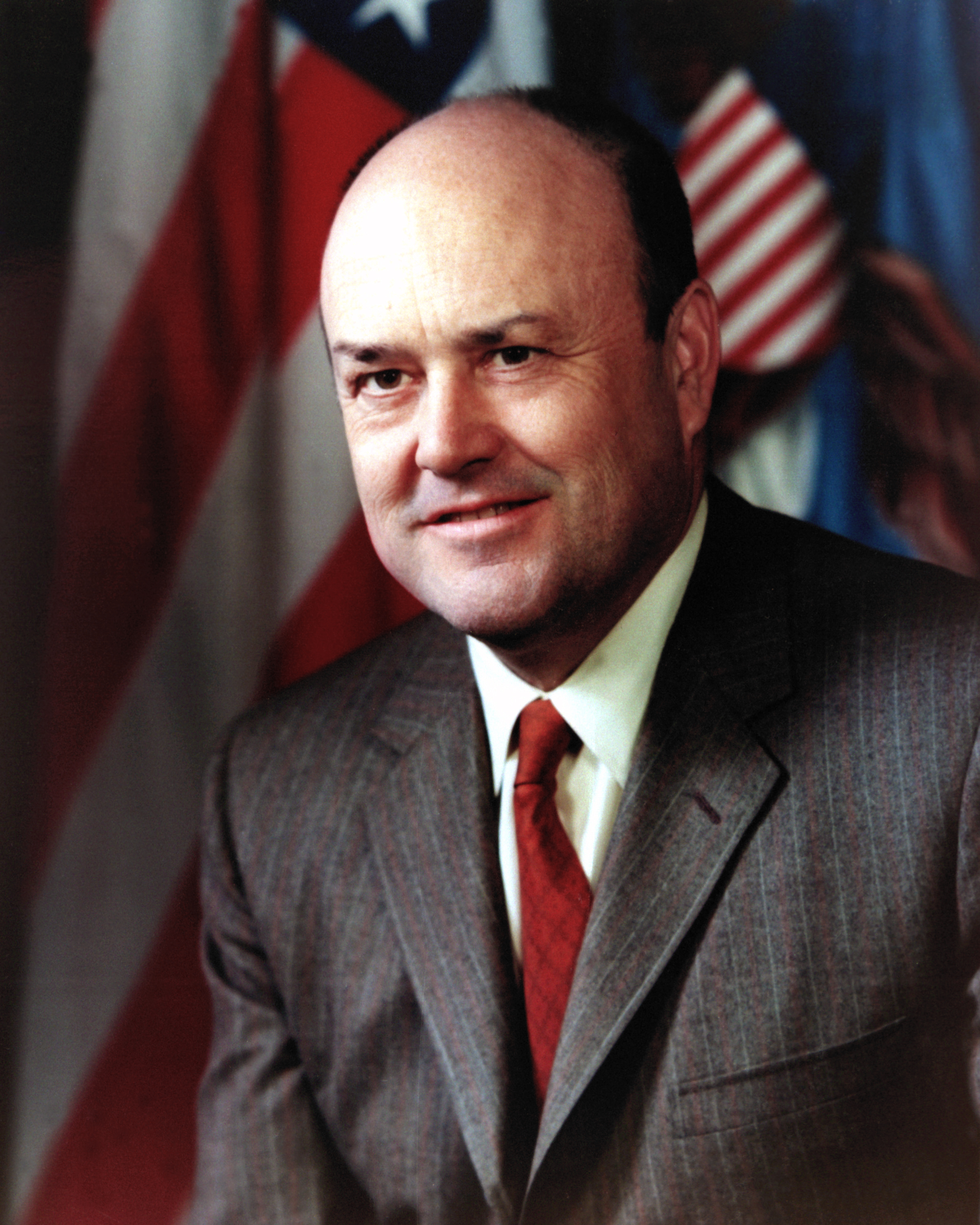
Melvin Laird
16 november

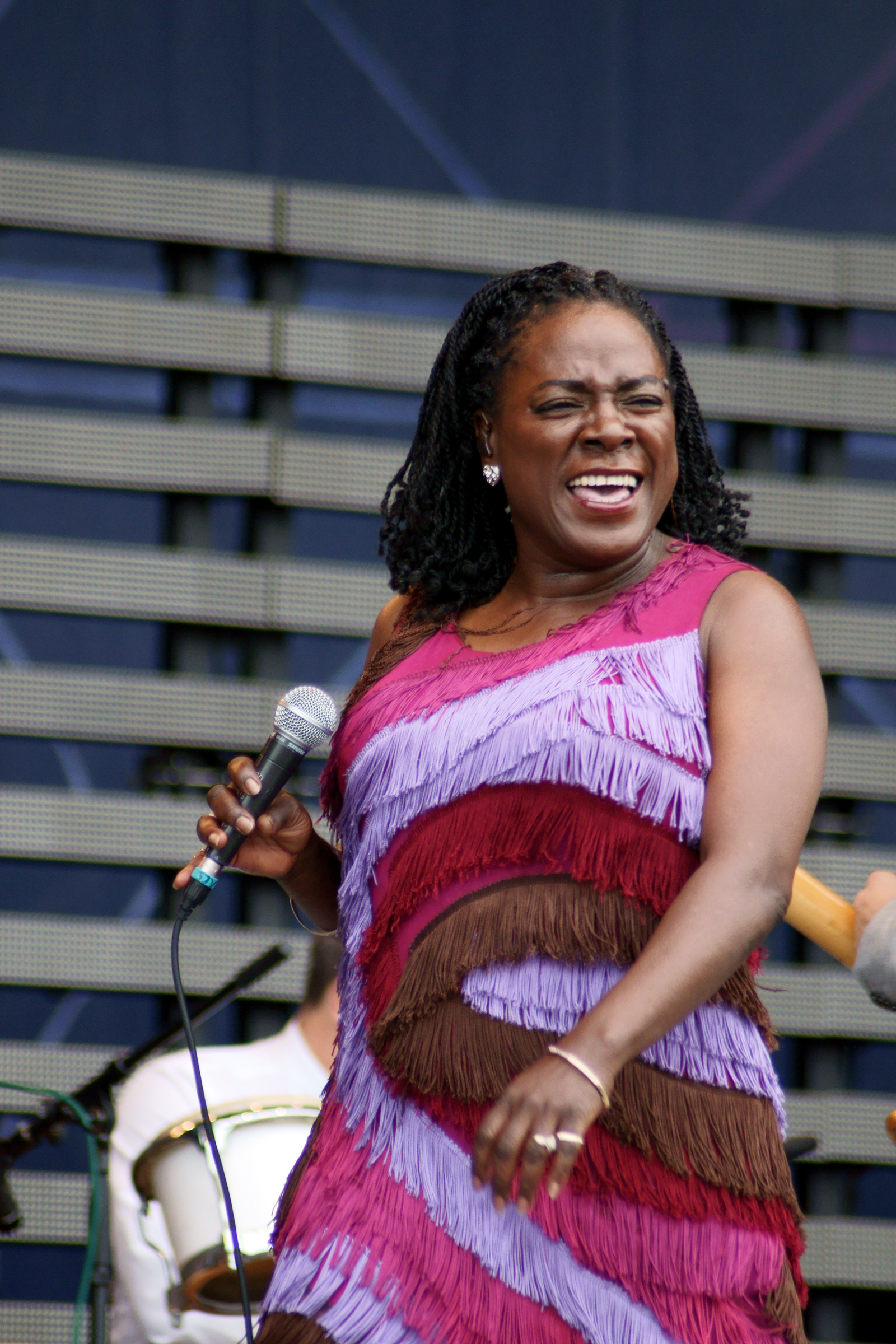
Sharon Jones
18 november

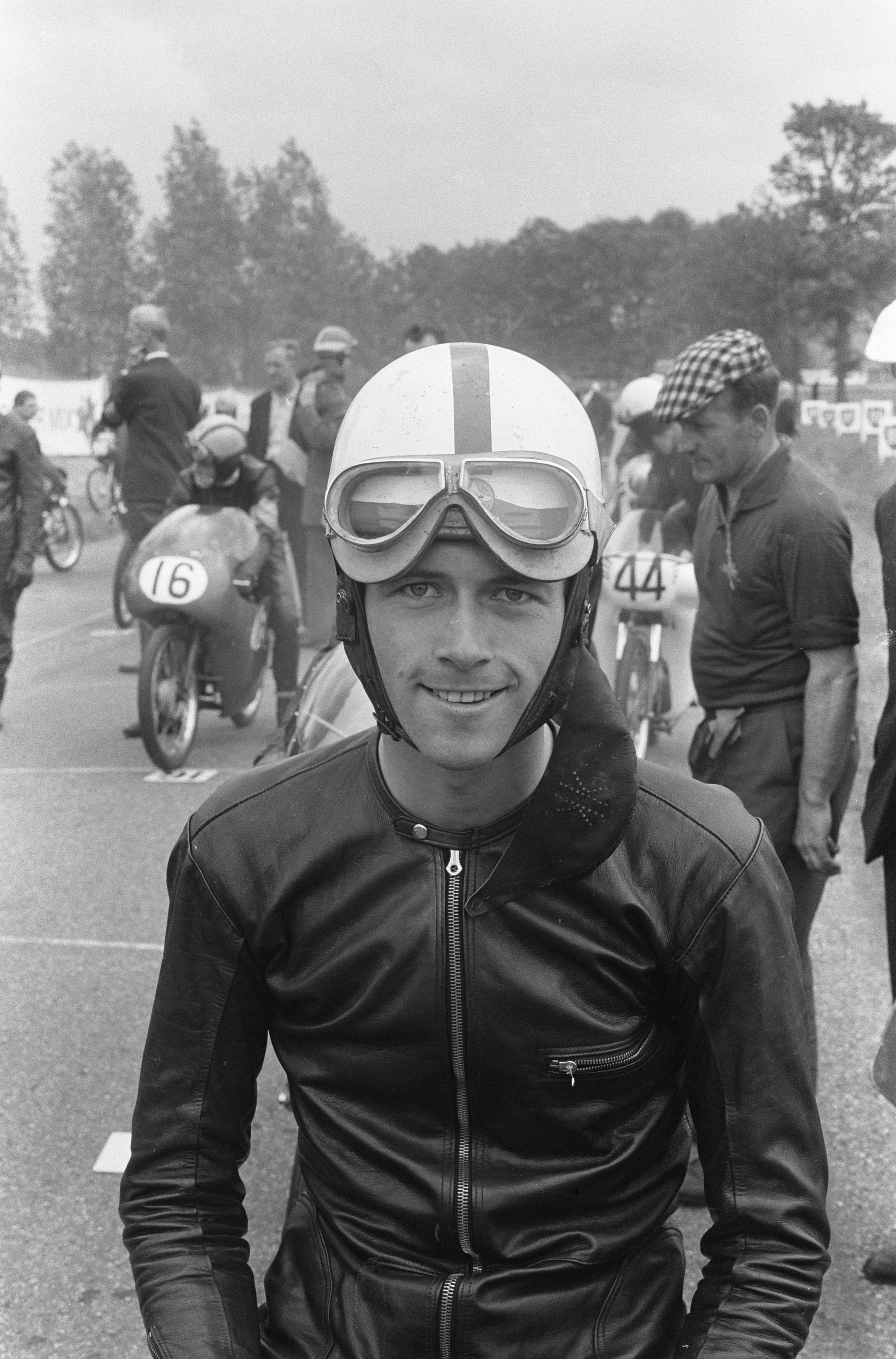
Jan Huberts
19 november

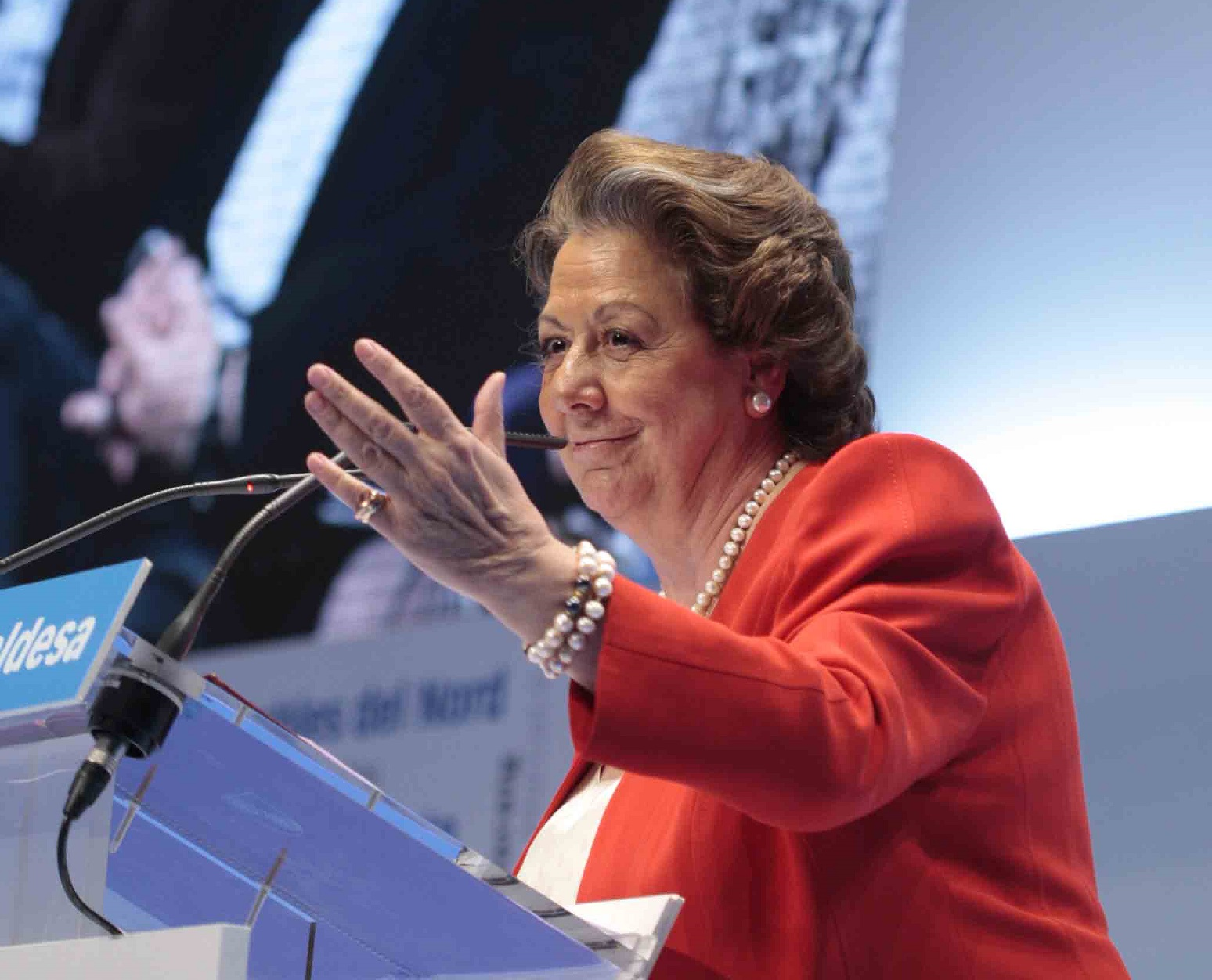
Rita Barberá Nolla
23 november

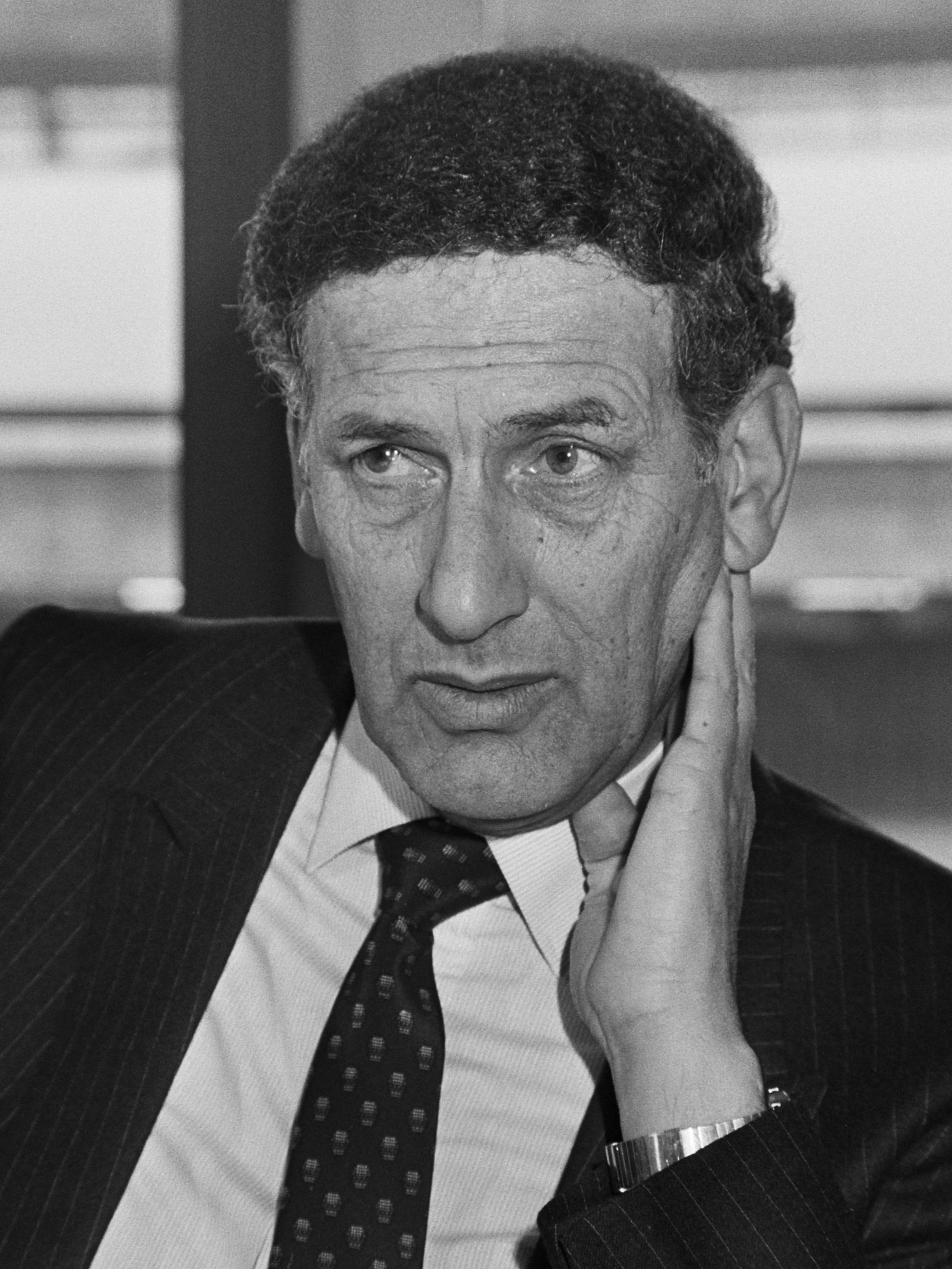
Leo van der Kroft
24 november

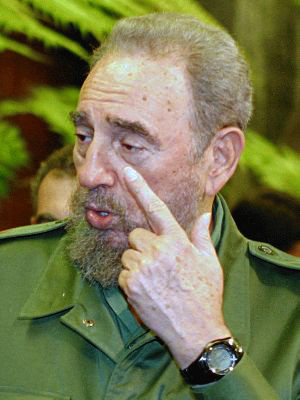
Fidel Castro
25 november

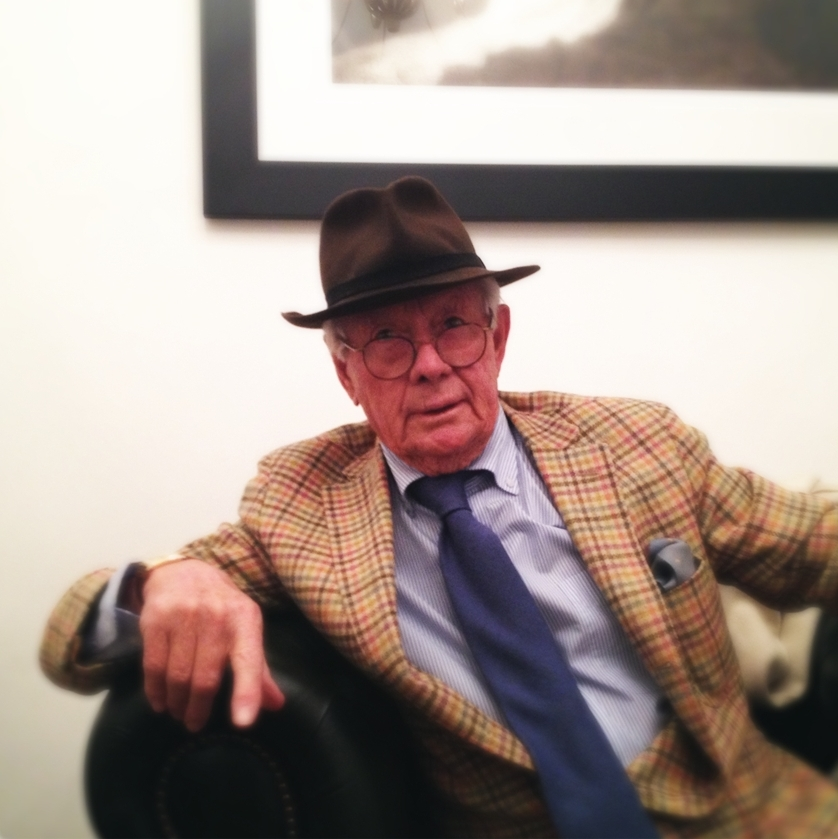
David Hamilton
25 november

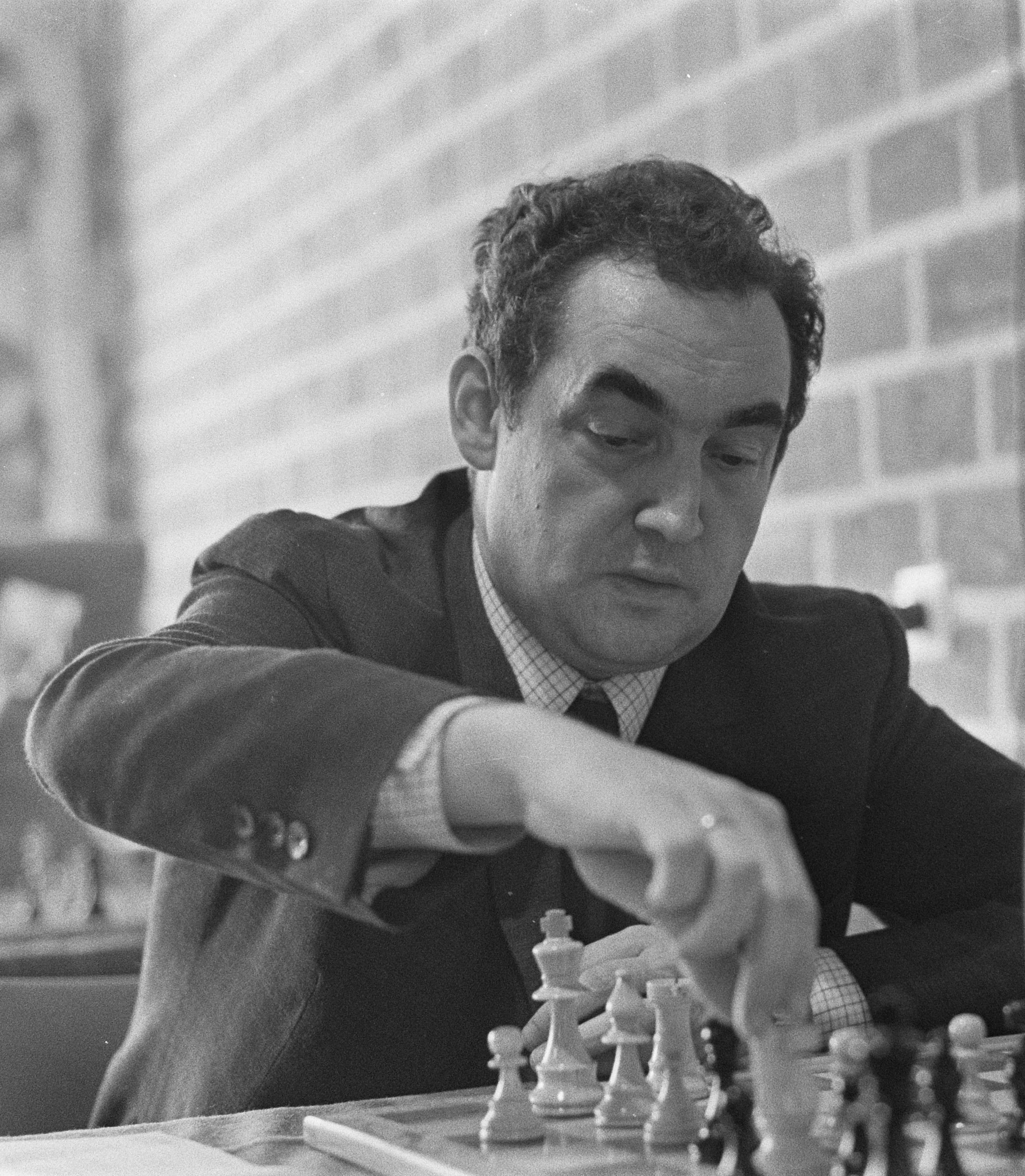
Mark Tajmanov
28 november

| 1 | 2 | 3 | 4 | 5 | 6 | 7 | 8 | 9 | 10 | 11 | 12 | 13 | 14 | 15 | 16 | 17 | 18 | 19 | 20 | 21 | 22 | 23 | 24 | 25 | 26 | 27 | 28 | 29 | 30 |
| - | - | - | - | - | - | - | - | - | -- | -- | -- | -- | -- | -- | -- | -- | -- | -- | -- | -- | -- | -- | -- | -- | -- | -- | -- | -- | -- |

### 1 november
- Sverre Andersen (80), Noors voetballer[1]
- Auke Bloembergen (89), Nederlands jurist[2]
- Jan van Cuilenburg (70), Nederlands hoogleraar en mediacommissaris[3]
- Jean-Michel Damian (69), Frans journalist en radio- en televisiepresentator en -producent[4]

### 2 november
- Max Alexander (63), Amerikaans acteur en komiek[5]
- Martin Lippens (82), Belgisch voetballer en voetbaltrainer[6]
- Oleg Popov (86), Russisch clown[7]
- Albert Smallenbroek (90), Nederlands burgemeester[8]
- Jean Trappeniers (74), Belgisch voetballer[9]

### 3 november
- Clive Derby-Lewis (80), Zuid-Afrikaans politicus[10]
- Kay Starr (94), Amerikaans zangeres[11]
- Tjeerd Talsma (66), Nederlands politicus[12]

### 4 november
- Hans Beynon (89), Nederlands journalist[13]
- Eddie Harsch (59), Canadees toetsenist[14]
- Hubert van Herreweghen (96), Belgisch dichter[15]
- Jean-Jacques Perrey (87), Frans componist en muzikant[16]

### 5 november
- Rodolfo Stavenhagen (84), Mexicaans socioloog en hoogleraar[17]
- Jan Reinders (89), Nederlands politicus[18]

### 6 november
- Henry Hermand (92), Frans zakenman[19]
- Zoltán Kocsis (64), Hongaars pianist en dirigent[20]
- Marc Sleen (93), Belgisch stripauteur[21]
- Harry de Vlugt (69), Nederlands voetballer[22]

### 7 november
- May Claerhout (77), Belgisch beeldhouwster[23]
- Leonard Cohen (82), Canadees dichter, folksinger-songwriter en schrijver[24]
- Julie Gregg (79) Amerikaans actrice[25]
- Janet Reno (78), Amerikaans politica en juriste[26]
- Jan Roeland (81), Nederlands kunstschilder[27]
- Jimmy Young (95), Brits zanger en radiopresentator[28]

### 8 november
- Raoul Coutard (92),  Frans cameraman en filmregisseur[29]
- Ian Cowan (71), Schots voetballer[30]
- Helga Ruebsamen (82), Nederlands schrijfster[31]

### 9 november
- Hans Keuning (90), Nederlands componist, dirigent en pianist[32]

### 10 november
- Pierre Billard (94), Frans filmcriticus en -historicus[33]
- Pierre-Robert Leclercq (84), Frans schrijver en literair criticus[34]
- André Ruellan (94), Frans schrijver en scenarist[35]

### 11 november
- Ilse Aichinger (95), Oostenrijks schrijver[36]
- Victor Bailey (56), Amerikaans jazzbassist[37]
- Željko Čajkovski (91), Kroatisch-Joegoslavisch voetballer[38]
- Alfred Schmidt (81), Duits voetballer[39]
- Robert Vaughn (83), Amerikaans acteur[40]

### 12 november
- Malek Chebel (63), Algerijns antropoloog en psychoanalyticus[41]
- Edgard Sorgeloos (85), Belgisch wielrenner[42]
- Lupita Tovar (106), Mexicaans actrice[43]
- Paul Vergès (91), Frans politicus[44]

### 13 november
- Jackie Pigeaud (79), Frans filoloog[45]
- Leon Russell (74), Amerikaans popmuzikant[46]
- Aloysius Zichem (83), Surinaams bisschop[47]

### 14 november
- Gwen Ifill (61), Amerikaans journaliste[48]
- David Mancuso (72), Amerikaans dj en clubeigenaar[49]
- Gardnar Mulloy (102), Amerikaans tennisser[50]
- Janet Wright (71), Canadees actrice en toneelregisseur[51]

### 15 november
- Mose Allison (89) , Amerikaans jazz- en bluesmuzikant[52]
- Bobby Campbell (60), Noord-Iers voetballer[53]
- Holly Dunn (59), Amerikaans countryzangeres[54]
- Sixto Durán-Ballén (95), president van Ecuador[55]

### 16 november
- Len Allchurch (83), Welsh voetballer[56]
- Joan Carroll (85), Amerikaans (kind)actrice[57]
- Jay Forrester (98), Amerikaans wetenschapper en hoogleraar[58]
- Melvin Laird (94), Amerikaans politicus[59]
- Daniel Prodan (44), Roemeens voetballer[60]
- Guy Raskin (79), Belgisch voetballer[61]
- Karel Eduard Vereecken (84), Nederlands fotograaf[62]

### 17 november
- Lisa Lynn Masters (52), Amerikaans actrice[63]
- Henk Saeijs (81), Nederlands bioloog en ingenieur[64]
- Steve Truglia (54), Brits stuntman[65]

### 18 november
- Denton Cooley (96), Amerikaans thoraxchirurg en hoogleraar[66]
- Sharon Jones (60), Amerikaans soulzangeres[67]
- John Shepherd (87), Nederlands gitarist[68]
- Jan Sonnergaard (53), Deens schrijver[69]
- Armando Tobar (78), Chileens voetballer[70]

### 19 november
- Jan Huberts (79), Nederlands motorcoureur en -teambaas[71]
- Heribert Sasse (71), Oostenrijks acteur[72]

### 20 november
- Gabriel Badilla (32), Costa Ricaans voetballer[73]
- Kostis Stefanopoulos (90), president van Griekenland[74]
- Paul Tourenne (93), Frans zanger[75]
- William Trevor (88), Iers schrijver[76]

### 21 november
- Matthias Mauritz (92), Duits voetballer[77]
- René Vignal (90), Frans voetballer[78]

### 22 november
- Bert de Groot (71), Nederlands uitgever[79]
- Craig Gill (44), Brits drummer[80]
- Servaes Huys (76), Nederlands politicus[81]

### 23 november
- Robert Geesink (74), Nederlands kunstschilder[82]
- Claude Imbert (87), Frans journalist[83]
- Ju Mi Jong (95), Noord-Koreaans politica[84]
- Rita Barberá Nolla (68), Spaans burgemeester[85]
- François Roustang (93), Frans filosoof en psychoanalysticus[86]
- Andrew Sachs (86), Brits acteur[87]
- Jerry Tucker (91), Amerikaans acteur[88]

### 24 november
- Marcos Ana (96), Spaans schrijver[89]
- Colonel Abrams (67), Amerikaans zanger[90]
- Larry W. Fullerton (65), Amerikaans uitvinder[91]
- Florence Henderson (82), Amerikaanse actrice[92]
- Jan J. van der Hoorn (85), Nederlands schaatser[93]
- Leo van der Kroft (87), Nederlands voetbalscheidsrechter[94]

### 25 november
- Vitaliy Artemov (38), Kazachs voetballer[95]
- Kees Becht (99), Nederlands ondernemer[96]
- Fidel Castro (90), Cubaans politicus en revolutionair[97]
- Ron Glass (71), Amerikaans acteur[98]
- David Hamilton (83), Brits fotograaf en regisseur[99]
- Slobodan Mitrić (68), Joegoslavisch spion[100]

### 26 november
- Peter-Hans Kolvenbach (87), Nederlands jezuïet, priester en taalkundige[101]
- David Provan (75), Schots voetballer[102]
- Fritz Weaver (90), Amerikaans acteur[103]

### 27 november
- Bernard Gallagher (87), Brits acteur[104]
- Valerie Gaunt (84), Brits actrice[105]
- Ioannis Grivas (93), Grieks premier[106]
- Claire Richet (96), Frans journaliste[107]
- René de Vroomen (75), Nederlands ondernemer[108]

### 28 november
- Omgekomen bij de vliegtuigramp met LaMia Airlines-vlucht 2933 in Colombia
  - Cléber Santana (35), Braziliaans voetballer[109]
  - Mário Sérgio (66), Braziliaans voetballer en journalist[110]
  - Thiego (30), Braziliaans voetballer[109]
- Jim Delligatti (98), Amerikaans ondernemer[111]
- Adolfo Horta (59), Cubaans bokser[112]
- Wilton Kullmann (90), Duits componist[113]
- Shirely Sital (63), Surinaams zangeres[114]
- Mark Tajmanov (90), Russisch schaker[115]
- Keo Woolford (49), Amerikaans acteur[116]

### 29 november
- Luis Alberto Monge (90), president van Costa Rica[117]
- Marcos Danilo Padilha (31), Braziliaans voetballer[109]
- Hélène Joye (87), Belgisch atlete[118]

### 30 november
- Alice Drummond (88), Amerikaans actrice[119]
- Amar Ezzahi (75), Algerijns zanger[120]
- Kamilló Lendvay (87), Hongaars componist, dirigent en muziekpedagoog[121]
- Lionel Stoléru (79), Frans politicus en dirigent[122]
- Jean Louzac (89), Nederlands cabaretier en modeontwerper[123]

### Datum onbekend
- Marc de Bonte (26), Belgisch kickbokser[124]
- Paul Guers (88), Frans acteur[125]
- Jacob Wildeman (91), Nederlands evangelist[126]

januari ·
februari ·
maart ·
april ·
mei ·
juni ·
juli ·
augustus ·
september ·
oktober ·
november ·
december
1900 ·
1901 ·
1902 ·
1903 ·
1904 ·
1905 ·
1906 ·
1907 ·
1908 ·
1909 ·
1910 ·
1911 ·
1912 ·
1913 ·
1914 ·
1915 ·
1916 ·
1917 ·
1918 ·
1919 ·
1920 ·
1921 ·
1922 ·
1923 ·
1924 ·
1925 ·
1926 ·
1927 ·
1928 ·
1929 ·
1930 ·
1931 ·
1932 ·
1933 ·
1934 ·
1935 ·
1936 ·
1937 ·
1938 ·
1939 ·
1940 ·
1941 ·
1942 ·
1943 ·
1944 ·
1945 ·
1946 ·
1947 ·
1948 ·
1949 ·
1950 ·
1951 ·
1952 ·
1953 ·
1954 ·
1955 ·
1956 ·
1957 ·
1958 ·
1959 ·
1960 ·
1961 ·
1962 ·
1963 ·
1964 ·
1965 ·
1966 ·
1967 ·
1968 ·
1969 ·
1970 ·
1971 ·
1972 ·
1973 ·
1974 ·
1975 ·
1976 ·
1977 ·
1978 ·
1979 ·
1980 ·
1981 ·
1982 ·
1983 ·
1984 ·
1985 ·
1986 ·
1987 ·
1988 ·
1989 ·
1990 ·
1991 ·
1992 ·
1993 ·
1994 ·
1995 ·
1996 ·
1997 ·
1998 ·
1999 ·
2000 ·
2001 ·
2002 ·
2003 ·
2004 ·
2005 ·
2006 ·
2007 ·
2008 ·
2009 ·
2010 ·
2011 ·
2012 ·
2013 ·
2014 ·
2015 ·
2016 ·
2017 ·
2018 ·
2019 ·
2020 ·
2021 ·
2022 ·
2023 ·
2024 ·
2025